# Cung Duệ
Cung Duệ (850 - 918, trị vì 901–918) là quốc vương duy nhất của Hậu Cao Câu Ly (901–918) trên bán đảo Triều Tiên. Mặc dù ông là một thành viên của vương thất Tân La, tuy nhiên ông đã trở thành nạn nhân trong cuộc tranh giành quyền lực nội bộ vương thất vào cuối thế kỷ thứ 9. Ông sau đó trở thành lãnh đạo nổi dậy chống lại triều đình Tân La vốn không được lòng dân, và lơ là việc quản lý do còn vướng vào các tranh chấp.

## Ra đời
Ngày sinh chính xác của Cung Duệ vẫn chưa rõ, song một số sử sách giả liệu rằng ông là vương tử của Hiến An Vương hay của Cảnh Văn Vương; mẫu thân của ông được thuật lại là một phu nhân được yêu quý trong triều đình. Tuy có giả thuyết ghi Cảnh Văn Vương sinh năm 845 mà Cung Duệ sinh năm 850 thì giả thuyết Cung Duệ là con của Cảnh Văn Vương là không hợp lý.
Theo truyền thuyết, Cung Duệ được sinh ra vào tiết Đoan Ngọ; nhà tiên tri của vương thất đã tiên đoán rằng một đứa trẻ sinh vào tiết Đoan Ngọ sẽ mang đến tai họa cho đất nước, và các triều thần cùng các thành viên vương thất đã thuyết phục nhà vua giải thoát khỏi đứa trẻ này. Vì vậy, nhà vua lệnh cho hầu cận giết chết đứa trẻ. Tuy nhiên, khi binh lính đến chỗ của mẹ Cung Duệ, bà đã ném đứa trẻ từ lầu hai, với người hầu gái của bà nấp trong bụi cây gần đó để đỡ đứa bé. Mặc dù bà làm vậy là để đánh lừa quân lính, song người hầu gái đã vô tình chọc vào mắt trái của đứa bé và khiến Cung Duệ bị hỏng một mắt. Bà giấu Cung Duệ và nuôi ông một cách bí mật; khi bà chết, Cung Duệ trở thành một sư tăng Phật giáo tại Thế Đạt tự (세달사, Sedalsa). Tuy nhiên do Cung Duệ sinh năm 850 (đời vua Tân La Văn Thánh Vương) mà vua Hiến An Vương năm 857 mới lên ngôi nên giả thuyết Cung Duệ là con của Hiến An Vương và sinh ra khi vua cha đã làm vua như truyền thuyết kia thì cũng không hợp lý.
Một số sử gia cho rằng trên thực tế, Cung Duệ là hậu duệ trực tiếp của Cao An Thắng (Go Anseung), người từng trị vì Cao Câu Ly Quốc, một nhà nước hồi sinh thất bại của Cao Câu Ly. Sử sách Tân La thuật rằng Cao An Thắng đã được ban cho họ vương thất của Tân La là "Kim". Vì vậy, Cung Duệ có thể là một hoàng tử của Tân La song việc ông là con trai của một vị quốc vương có thể không phải là sự thật.

## Khởi nghĩa
Vào thời điểm đó, người trị vì Tân La là Chân Thánh nữ vương, nữ vương thứ ba và cuối cùng trong lịch sử Triều Tiên. Chân Thánh nữ vương là một người bất lực trong việc cai trị và triều đình phần lớn nằm dưới sự can thiệp của các thành viên vương thất và nạn hối lộ tràn lan cũng diễn ra tại triều đình. Triều đình tham nhũng tiếp tục vắt kiệt những người nông dân và kết quả là nạn đói, việc tăng sưu thuế vào năm 889 đã dẫn đến nhiều cuộc khởi nghĩa và nổi loạn. Các quý tộc địa phương, được gọi là hào tộc (호족, 豪族, hojok) nổi lên là những người cai trị thực tế của các châu, trong khi triều đình tập trung vào việc đàn áp các cuộc nội dậy và các vấn đề quyền lực nội bộ. Trong số các lãnh đạo nổi dậy và quý tộc địa phương, Cơ Huyên (Gi Hwon) và Lương Cát (Yang Gil) có được sức mạnh lớn nhất.
Cung Duệ đầu tiên gia nhập vào lực lượng của Cơ Huyên năm 891 song sớm ra đi sau đó do Cơ Huyên không đủ tin tưởng ông. Cung Duệ gia nhập cuộc khởi nghĩa của Lương Cát vào năm 892, và trở thành tướng lãnh đạo của các đội quân nổi dậy sau khi đánh bại quân Tân La tại địa phương và các nhóm nổi dậy khác. Hầu hết quý tộc địa phương ở Myeongju và Paeseo, bao gồm cả Vương Kiến (Wang Gun), đã gia nhập lực lượng của ông, khiến cho ông thậm chí còn mạnh hơn so với thủ lĩnh Lương Cát. Tân La sau gần một thiên niên kỷ tồn tại đã suy kiệt nhanh chóng, và Cung Duệ đã lãnh đạo cuộc nổi dậy của mình tại Kaesŏng vào năm 898. Ông cuối cùng đánh bại Lương Cát vào năm 897 và các lãnh chúa địa phương khác tại miền trung Triều Tiên, đánh chiếm vài thành trì của vương quốc Bột Hải (đời vua Đại Vĩ Hài) tại Nam Hải phủ ở phía đông thành Bình Nhưỡng năm 899.
Năm 900 thủ lĩnh Chân Huyên cát cứ ở lãnh thổ Bách Tế cũ đã tuyên bố mình là quốc vương của Hậu Bách Tế (Hu Baekje) ở tây nam bán đảo Triều Tiên và lập đô tại Wansanju (완산주, 完山州, Hoàn Sơn Châu), tức Jeonju ngày nay, và tiếp tục mở rộng vương quốc. Cùng năm 900, quân của Hậu Bách Tế sang đánh phá nghĩa quân của Cung Duệ ở tây bắc Tân La. Một viên tướng của thủ lĩnh Cung Duệ là Vương Kiến đem quân đánh thắng quân Hậu Bách Tế tại Trung Châu, thu được nhiều chiến lợi phẩm. Từ đó, Vương Kiến trở nên nổi tiếng, thanh danh vang dội.
Sau đó Cung Duệ tuyên bố mình là con nuôi của Tân La Cảnh Văn Vương, rồi tuyên bố mình là quốc vương của Hậu Cao Câu Ly vào năm 901. Với việc nước Hậu Bách Tế của Chân Huyên (Gyeon Hwon) nằm quyền kiểm soát phần tây nam của bán đảo, ông đã mở ra thời đại Hậu Tam Quốc.
Năm 903 Vương Kiến đem quân đánh tan lực lượng hải quân của Hậu Bách Tế (đời vua Chân Huyên) xâm phạm vùng bờ biển. Trong thời gian đó, Chân Huyên phải lo chống lại quân triều đình Tân La (đời vua Hiếu Cung Vương). Vương Kiến cũng sai quân đi giúp đỡ Chân Huyên chiến thắng quân Tân La.

## Suy sụp
Cung Duệ đổi tên nước thành Ma Chấn (Majin) vào năm 904, và dời đô đến Cheorwon (Thiết Nguyên) vào năm sau (năm 905). Do Cheorwon là một thành nằm ở khu vực đồi núi, ông đã cho chuyển cư từ thành đông dân Cheongju và mở rộng kiểm soát đối với vùng Chungcheong, chiếm khoảng hai phần ba lãnh thổ từng do Tân La kiểm soát. 
Cùng năm 905, Tân La (đời vua Tân La Hiếu Cung Vương) mất quyền kiểm soát đối với phía đông bắc của tuyến hành lang Trúc Lĩnh (Jungnyeong) vào tay nước Ma Chấn của vua Cung Duệ. Trong cùng năm 905, vua Cung Duệ chiếm thành Bình Nhưỡng thuộc Liêu Đông phủ của vương quốc Bột Hải (đời vua Đại Vĩ Hài) và kêu gọi tiêu diệt nhà nước Tân La (đời vua Tân La Hiếu Cung Vương).
Năm 910, Vương Kiến (Wang Geon), tướng của vương quốc Ma Chấn dẫn quân đi tấn công và chiếm được thành Naju, một thành chính và là nơi vua Chân Huyên đã bắt đầu cuộc nổi dậy của mình. Chân Huyên đã có nhiều nỗ lực nhằm chiếm lại thành song không thành công.
Tuy nhiên, vua Cung Duệ đã bắt đầu đánh mất đi sự ủng hộ của những người thân tín trước đây. Ông cho rằng cách để đoàn kết những người trong tay mình là tôn giáo, và sử dụng đến việc là một sư tăng Phật giáo trước đây của mình, ông tự coi mình là Phật Di-lặc, người đến với thế giới đế hướng dẫn và cứu giúp những con người đau khổ khỏi tất các các khó khăn, và trở thành một bạo chúa độc đoán. Ông đổi tên vương quốc của mình từ Ma Chấn (Majin) thành Thái Phong (Taebong) vào năm 911.

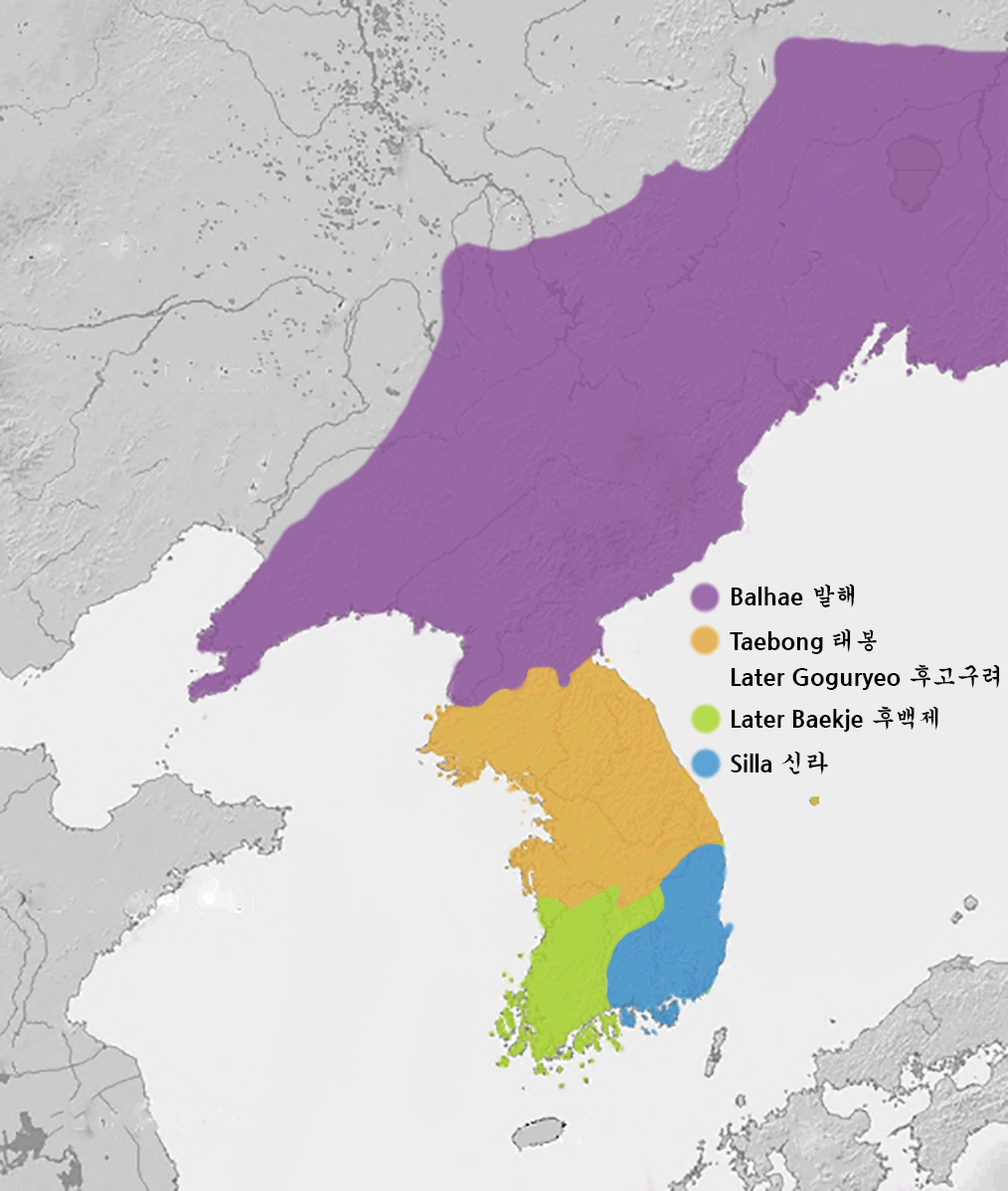
Bản đồ vương quốc Bột Hải (màu tím) của vua Đại Nhân Soạn, Thái Phong (màu cam) của vua Cung Duệ, Hậu Bách Tế (màu xanh lá) của vua Chân Huyên và Tân La (màu xanh dương) của vua Tân La Thần Đức Vương năm 915.

Năm 912, vua Tân La Hiếu Cung Vương qua đời, Phác Cảnh Huy lên nối ngôi vua Tân La, tức là vua Tân La Thần Đức Vương. Từ năm 912 đến năm 917, Vương Kiến của Thái Phong và vua Chân Huyên của Hậu Bách Tế liên tục tấn công Tân La của vua Tân La Thần Đức Vương.
Trong những ngày sau của cuộc đời, Cung Duệ bắt đầu nghi ngờ lòng trung thành của gần như tất cả mọi người đối với mình. Ông buộc tội phản quốc và xử tử tất cả những ai chống đối, bao gồm cả Khang phu nhân và hai vương tử. Do vậy, vào năm 918 bốn trong số những vị tướng cấp đầu của ông là Hồng Nho (홍유, 洪儒, Hong Yu), Bùi Huyền Khánh (배현경, 裵玄慶, Bae Hyeongyeong), Thân Sùng Khiêm (신숭겸, 申崇謙, Shin Sunggyeom) và Bốc Trí Khiêm (복지겸, 卜智謙, Bok Jigyeom) đã làm binh biến lật đổ vua Cung Duệ và sát hại Cung Duệ. Sau đó bọn họ đưa Vương Kiến (Wang Geon) lên làm vua. Chẳng bao lâu sau, triều đại Cao Ly tuyên bố thành lập, và Vương Kiến đã đánh bại Tân La và Hậu Bách Tế để thống nhất bán đảo vào năm 936.
Quốc gia Hậu Cao Câu Ly đã để lại nhiều ảnh hưởng về văn hóa cho kẻ kế thừa nó, Cao Ly. Cung Duệ vốn là một nhà sư có thế lực, vì vậy ông khuyến khích phát triển Phật giáo và có nhiều thay đổi về phong cách lễ nghi Phật giáo, bao gồm Bát Quan Hội (p'alkwanhoe,팔관회, 八關會) và Thạch Đăng Lung (sŏktŭngrong, 석등롱, 石燈籠). Những thay đổi đó vẫn tồn tại ngay cả sau khi Cung Duệ bị phế truất và triều đại Hậu Cao Câu Ly diệt vong.

## Di sản
Mặc dù Cung Duệ đã không thể duy trì vị thế của mình và tái thống nhất bán đảo Triều Tiên dưới quyền của mình, nhiều học giả hiện đại đang cố gắng nhìn lại con người thực của Cung Duệ. Sử sách thuật về Cung Duệ chủ yếu là tiêu cực, do nhiều học giả trong thời Cao Ly đã có thể cố biện minh cho hành động cướp ngôi của Vương Kiến, để tạo nên tính hợp pháp cho vương triều này. Tuy nhiên, ngay sau khi thành lập Cao Ly, nhiều người đã bác bỏ sự trị vì của Vương Kiến và nổi dậy chống lại vương triều mới được lập ra; một số đã tự nguyện đào thoát sang Hậu Bách Tế của Chân Huyên (Gyeon Hwon). Có thể giả định rằng nhiều người, ngay cả sau cuộc binh biến của Vương Kiến, đã ủng hộ sự cai trị của Cung Duệ và ông không phải là một bạo chúa như sử sách đã miêu tả. Nhiều học giả giải thích việc Cung Duệ tự coi mình là Phật Di-lặc là để tăng cường quyền lực của ông, do ông với thân phận là một thành viên vương thất Tân La, không có ảnh hưởng với các lãnh chúa và thương gia địa phương hùng mạnh, vì vậy ông đã cố sử dụng sức mạnh của tôn giáo để tiếp tục sự cai trị của mình, song việc này đã được chứng minh là không có hiệu quả.